# 3-й десантно-штурмовий батальйон «Фенікс»
3-й десантно-штурмовий батальйон «Фенікс»  — лінійний підрозділ 79-ї окремої десантно-штурмової бригади (м.Миколаїв), створений з добровольців. Створений за безпосередньої участі волонтера Юрія Бірюкова («Крила Фенікса»).

## Історія
Набір добровольців розпочався 14 серпня 2014 року. Технічне оснащення батальйону забезпечують волонтери та підприємства м. Миколаєва. Частина бронетехніки (10 одиниць БТР-80) отримана з Президентського полку.

### Участь у бойових діях
В листопаді 2014 року третій батальйон перекинули в зону проведення АТО.
Взимку та навесні 2015 року батальйон ніс службу в секторі «М» (Маріуполь), брав участь у боях під Гранітним, Широкиним. За допомогою артилерії було знищено склад зі зброєю противника під Гранітним. У той же час десантники «Фенікса» надавали допомогу місцевому мирному населенню в організації фельдшерського пункту та системи опалення. До зони відповідальності батальйону входила оборона порту Маріуполя та узбережжя Азовського моря.
Станом на квітень 2016 року батальйон «Фенікс» замінив 14-ту ОМБр на бойових позиціях в районі міста Мар'їнка на донецькому напрямку. В ніч на 24 квітня в районі Мар'їнки противник кілька десятків разів обстрілював позиції ЗСУ з важкої зброї, що заборонена Мінськими домовленостями. В результаті обстрілу батальйон «Фенікс» втратили багато техніки, двоє вояків дістали поранення.

## Структура
У складі батальйону:
- 1 десантно-штурмова рота
- 2 десантно-штурмова рота
- 3 десантно-штурмова рота
- мінометна батарея
- гаубична артилерійська батарея
- рота вогневої підтримки
- зенітний артилерійський взвод
- зенітний ракетний взвод
- розвідувальний взвод
- снайперський взвод
- відділення зв'язку
- відділення БПЛА
- інженерно-технічний взвод
- господарський взвод
- медичний пункт

## Озброєння
- БТР-70 / БТР-80
- стрілецька зброя (автомат Калашникова)
- кулемети (ПКМ і Утьос)
- гранатомети (різні, включаючи АГС)
- міномети 120-мм
- гаубиці Д-30 122-мм
- машини розвідки
- колісна техніка

## Командування
- майор Колейник Семен Андрійович
- підполковник Почтаренко Сергій
- майор Касянчук Роман

## Втрати
- Гавеля Богдан Васильович, сержант, гранатометник. Загинув 4 лютого 2015 внаслідок обстрілу патруля ЗСУ поблизу с. Широкине.
- Зайченко Олександр Михайлович, солдат, гранатометник. Загинув 4 лютого 2015 внаслідок обстрілу патруля ЗСУ поблизу с. Широкине.
- Губриченко Михайло Михайлович, солдат, бої за Піски, 14 лютого,
- Євсюков Олександр Євгенович, старший солдат, санітарний інструктор. Загинув 21 лютого 2015 року під час обстрілу з танку та мінометів поблизу с. Широкине.
- Ваколюк Володимир Павлович, солдат, навідник. Загинув 22 лютого 2015 року під час мінометного обстрілу та подальшого вогневого зіткнення в населених пунктах Широкине — Саханка.
- Агенія Сергій, старший солдат, 28 серпня 2016[4]
- Віктор Куроп'ятник, 13 грудня 2018[5].